# King Long
A King Long United Automotive Industry Co., Ltd (kínaiul: 厦门金龙联合汽车工业有限公司) közismert nevén King Long egy kínai autóbuszgyár. Székhelye a fucsieni Hsziamen. 1988 decemberében alapították. Elsősorban nagy és közepes méretű kocsik és könnyű haszongépjárművek kifejlesztésére, gyártására és értékesítésére összpontosítanak.

## Története
1988-ban alapított King Long United Automotive Industry Co., Ltd. egyike azon közös kínai vállalatoknak, amelynek hosszú története van az autóbusz-gyártásban. A cég immár közös tulajdonban van a Xiamen Automotive Industry Corporation, a Xiamen State-owned Assets Investment Co., Ltd. és a San Yang Industry Co., Ltd.-vel. A King Long Group (kínaiul: 厦门 金龙 汽车 集团) tulajdonában van három leányvállalat, a King Long United Automotive Industry Co., Ltd, Xiamen Golden Dragon Bus Co., Ltd. és a Higer Bus Co. Ltd.

## Üzlet
King Long vezető pozíciót tölt be a kínai autóbusz gyártók körében. A King Long szorosan együttműködik más autóbusz és alkatrészgyártókkal, többek között a MAN és a ZF német társaságokkal, az amerikai Cummins, Dana és Neway társaságokkal, a francia Telma társasággal, a svéd Scania céggel és a japán Nissan és Hino vállalatokkal.
A King Long jelenleg 5 termékcsaládot kínál, amelyek 50 különböző kategóriába sorolhatók, különféle buszokat, az idegenforgalom, a személyszállítás és a városi buszok piacára. A cég termékeit tengerentúli piacokon is értékesítik, mint például: Ausztráliában, Costa Ricában, Bulgáriában, Szingapúrban, Fülöp-szigeteken, Szaúd-Arábiában, Irakban, Cipruson, Libanonban, Máltán, az Egyesült Államokban, Argentínában, Barbadosban, Hongkongban, Magyarországon, Makaóban, Thaiföldön és Malajziában.
2004 végén a King Long áthelyezési és technológiai fejlesztési projekt keretén belül, 2005-ben hivatalosan elindította Fucsien és Hsziamen város egyik legfontosabb projektjét. Az új telephely Xiamen Automobile Industry City-ben található a Guannan Industrial Parkban. A projektet két fázisban kellett megépíteni: az első fázis 25 hektár területet foglal magában. Az 1. fázis 2005 végéig befejeződött. A 2. fázis 15-20 hektárt tartalmazott magában. A felépítés után az új üzem Kína egyik legnagyobb buszgyártósora lett, melyben évente 13 000 darab kis és nagyméretű buszt tudnak gyártani. 2008-ban King Long 18 százalékos részesedéssel rendelkezett a kínai exportpiacon. A tengerentúli eladások a King Long értékesítésének 25%-át adták.

## Termékek

### Kisteherautók
- King Long Ambulance
- King Long Cargo Van
- King Long Forest Fire Van
- King Long Jockey
- King Long Mini Van
- King Long Police Van
- King Long Postal Van

### Turistabuszok
- King Long XML6118G
- King Long XMQ6101Y
- King Long XMQ6111Y
- King Long XMQ6116Y
- King Long XMQ6117Y
- King Long XMQ6117Y3
- King Long XMQ6118JB
- King Long XMQ6118Y
- King Long XMQ6119
- King Long XMQ6119T
- King Long XMQ6120P
- King Long XMQ6122 - 12 m turista
- King Long XMQ6126
- King Long XMQ6126Y
- King Long XMQ6127 - 12 m turista
- King Long XMQ6127Y - 12 m turista
- King Long XMQ6128Y
- King Long XMQ6129P
- King Long XMQ6129P8
- King Long XMQ6129Y - 12 m turista
- King Long XMQ6129Y2 - 12 m turista
- King Long XMQ6129Y5 - 12 m turista
- King Long XMQ6130Y
- King Long XMQ6140P
- King Long XMQ6140Y
- King Long XMQ6140Y8
- King Long XMQ6606
- King Long XMQ6608
- King Long XMQ6660
- King Long XMQ6752
- King Long XMQ6798Y
- King Long XMQ6800Y
- King Long XMQ6802Y
- King Long XMQ6858Y
- King Long XMQ6859Y
- King Long XMQ6886Y
- King Long XMQ6895Y
- King Long XMQ6898Y
- King Long XMQ6900Y
- King Long XMQ6930K
- King Long XMQ6960Y
- King Long XMQ6996Y
- King Long XMQ6996K

### Iskolabuszok
- King Long XMQ6100ASN
- King Long XMQ6660ASD
- King Long XMQ6660XC
- King Long XMQ6730ASD
- King Long XMQ6802ASD
- King Long XMQ6900BSD
- King Long XMQ6998ASD

### Tranzitbuszok
- King Long XMQ6105G
- King Long XMQ6106G
- King Long XMQ6106AGHEV1
- King Long XMQ6110GS
- King Long XMQ6111GS
- King Long XMQ6116G
- King Long XMQ6119G
- King Long XMQ6121G
- King Long XMQ6127AGBEV3
- King Long XMQ6127G
- King Long XMQ6127GH1
- King Long XMQ6127GH5
- King Long XMQ6127GHEV4
- King Long XMQ6127J
- King Long XMQ6140ABD
- King Long XMQ6141G
- King Long XMQ6180G
- King Long XMQ6180G1
- King Long XMQ6180GK
- King Long XMQ6181G
- King Long XMQ6770AGD3
- King Long XMQ6800G
- King Long XMQ6801G
- King Long XMQ6840G
- King Long XMQ6840G2
- King Long XMQ6841G
- King Long XMQ6850G
- King Long XMQ6891G
- King Long XMQ6891G1
- King Long XMQ6892G
- King Long XMQ6900G
- King Long XMQ6901G
- King Long XMQ6925G
- King Long XMQ6930G

### Városi buszok
- King Long XMQ6120
- King Long XMQ6121G

### Egyéb
- King Long Airport Bus 6139B
- King Long XMQ6886 - 9 m Midibusz

## King Long-ok Magyarországon
A Volánbusz több vonalat is alvállalkozóknak adott. Ezek során került Magyarországra is a King Long buszok. Az első 2008 márciusában mutatkoztak be a Kontaktbusz Kft. üzemeltetésében. Később még 51 darab jött mellé, így 52 darab King Long XMQ6121G volt már üzemeltetésben Zsámbék térségében. 2008 júliusától Gödöllőre is megjelentek ugyan ezek a típusok, de már a T&J Buszprojekt Kft. üzemeltetésében.
Helyközi autóbuszok mellett 2009-től a távolsági vonalakon is megjelentek a King Long XMQ6127 típusú autóbuszok. Ebből csak 30 darab került a céghez.
Kínai eredetük miatt, sokan tartottak tőlük. nem véletlenül. Már az első pár évben gond volt velük. A festékek lepattogtak az oldalain, nem volt fűtés, a klíma pedig nem működött megfelelően.
2013-ban a Széll Kálmán téren az egyik 6121G összeütközött egy vonuló tűzoltóautóval.
2017-ben az összes T&J Buszprojekt Kft. tulajdonában lévő King Long átkerült a Color Tours-hoz, és innentől már ők üzemeltetik a T&J járatait.

## Képek

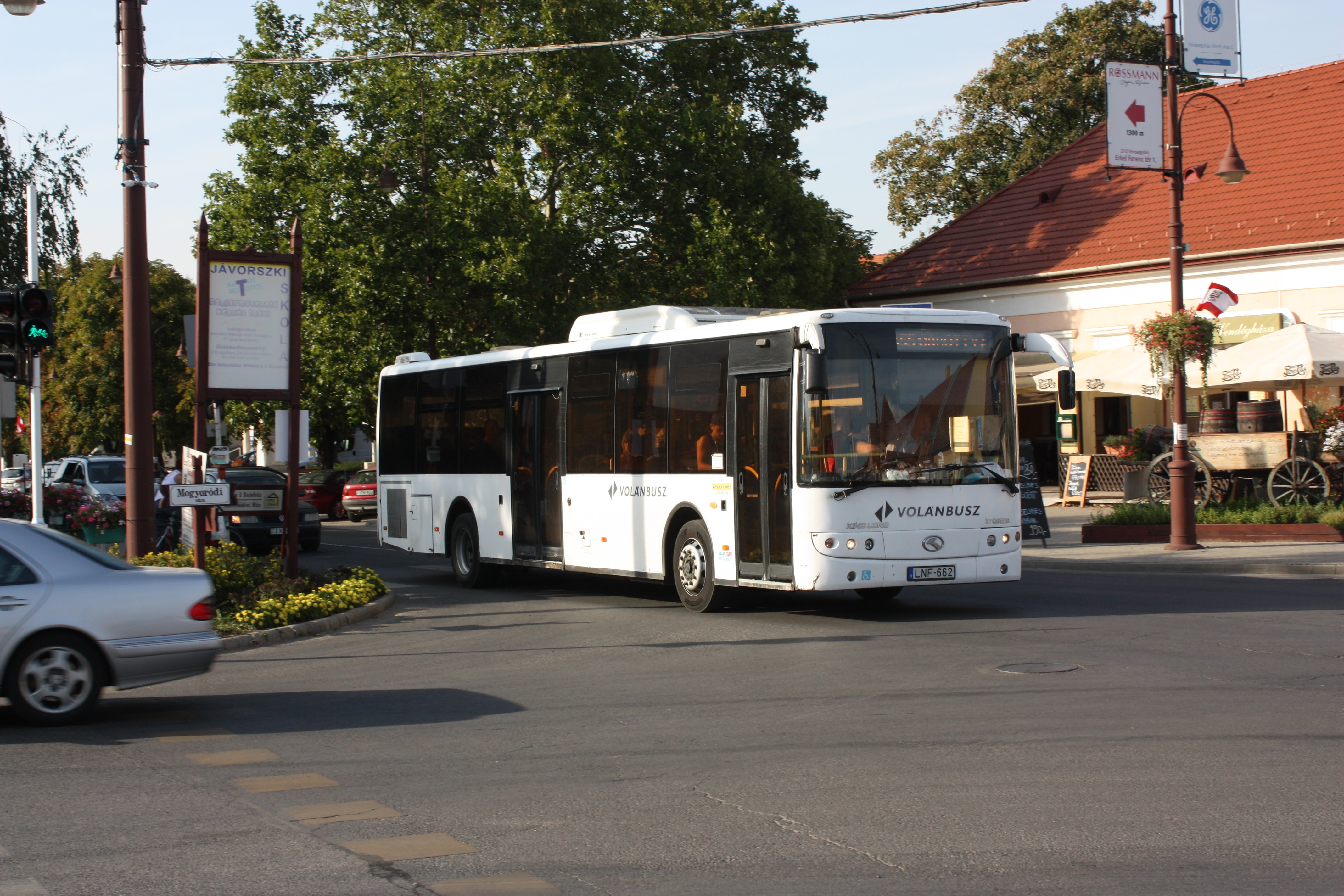
Egy Magyarországon közlekedő King Long XMQ6121G